# Under seal
Aux États-Unis, under seal est une procédure appliquée à des documents sensibles ou confidentiels devant être transmis ou remis à la cour à l'abri du regard du public. En général, il revient à la cour d'autoriser cette procédure. 

## Description
Des documents placés under seal permettent aux parties en litige de poursuivre leurs démarches sans compromettre la confidentialité de certains aspects d'une poursuite judiciaire. La confidentialité cesse lorsque la cour l'ordonne.
La Federal Rules of Civil Procedure (FRCP), section 5.2, autorise une personne qui remet un document caviardé d'également transmettre le document complet under seal.